# Großhartpenning
Großhartpenning ist ein Pfarrdorf und Ortsteil des Marktes Holzkirchen im Landkreis Miesbach in Oberbayern. Er liegt auf der Gemarkung Hartpenning. 

## Lage und Geographie
Großhartpenning liegt 734 m hoch an der Bundesstraße 13 von Holzkirchen nach Bad Tölz, südlich des Otterfinger Waldes.
Das Dorf wird von einer Hügelkette, bestehend aus Herzberg, Kirchberg, Asberg, Kurzenberg und Schnitzberg, eingekesselt. Die einzelnen Hügel bilden in dieser Reihenfolge von Norden über Westen bis Südwesten eine durchgehende Erhebung um Großhartpenning, welche einen Teil der immer noch sichtbaren Endmoräne des Isar-Loisach-Gletschers aus der Würm-Kaltzeit darstellt.

## Geschichte
Erstmals urkundlich erwähnt wurde Hartpenning im Jahr 804.
Der Name Hartpenning leitet sich ab von ad Hartbeningas = bei den Nachkommen des Benno am Wald.
Einige Funde belegen, dass Hartpenning mehrmals Durchgangsstation Römischer Legionen war.
Später wurde stark gestritten, ob Hartpenning und einige umliegende Gebiete zum Kloster Tegernsee oder zum Erzbistum München und Freising gehören sollten.
Großhartpenning kam am 1. Mai 1978 durch die Eingemeindung von Hartpenning zum Markt Holzkirchen.

## Sehenswürdigkeiten
- Pfarrkirche Maria Heimsuchung (spätgotischer Stil)
- Kapelle St. Cosmas und Damian
- Hackensee

## Persönlichkeiten
- Otto Hartig (1876–1945), Historiker und Bibliothekar
- Isidor Eirainer (1900–1976), Mitglied des Bayerischen Senats und Träger des Bayerischen Verdienstordens.